# Echinotheridion
Echinotheridion is een geslacht van spinnen uit de  familie van de Theridiidae (kogelspinnen).

## Soorten
- Echinotheridion andresito Ramírez & González, 1999
- Echinotheridion cartum Levi, 1963
- Echinotheridion elicolum Levi, 1963
- Echinotheridion gibberosum (Kulczyński, 1899)
- Echinotheridion levii Ramírez & González, 1999
- Echinotheridion lirum Marques & Buckup, 1989
- Echinotheridion otlum Levi, 1963
- Echinotheridion urarum Buckup & Marques, 1989
- Echinotheridion utibile (Keyserling, 1884)